# TS Galaxy Football Club
Il Tim Sukazi Galaxy Football Club, meglio noto come TS Galaxy Football Club o TS Galaxy, è una società calcistica sudafricana con sede nel villaggio di Kameelrivier, nella Municipalità distrettuale di Nkangala. Milita nella Premier Division, la massima serie del campionato sudafricano.

## Storia
Fondato nel 2015 con il nome di Tim Sukazi Galaxy Football Club, nei primi anni di esistenza il club ha militato nella SAFA Second Division per tre stagioni, prima di acquisire il titolo sportivo del dei Cape Town All Stars e ottenere l'accesso alla National First Division nel 2018.
Sabato 18 maggio 2019, il club ha conquistato la Nedbank Cup, dopo aver battuto i Kaizer Chiefs nella finale per 1-0 grazie a un rigore di Zakhele Lepasa messo a segno nei minuti di recupero del secondo tempo. Grazie a questa vittoria, il club ha stabilito un particolare primato: e l'unica società riuscita a vnicere la competizione senza militare in Premier Division e l'unica di National First Division.
Hanno preso parte alla Coppa della Confederazione CAF 2019-2020, dove sono stati eliminati ai play-off dai nigeriani dell'Enyimba.
Nel settembre 2020, il club ha acquistato il titolo sportivo dell'Highlands Park, ottenendo dunque il diritto di militanza nella Premier Division 2020-21, dove si sono classificati al nono posto.
Nel giugno 2024, dopo aver concluso con un sesto posto nella stagione 23-24, il club ha ricevuto un blocco valido per le tre successive finestre di mercato dalla FIFA, per aver pagato in modo irregolare lo stipendio dell'ex attaccante Bernard Yao Kouassi.

## Strutture

### Stadio
Il TS Galaxy disputa le gare interne al Mbombela Stadium di Mbombela dal 2020.

## Palmarès

### Competizioni nazionali
- Coppa del Sudafrica: 1

2018-2019

## Organico
Aggiornato all'8 novembre 2024.
| N. |                                 | Ruolo | Calciatore            |
| -- | ------------------------------- | ----- | --------------------- |
| 1  | Sudafrica (bandiera)            | P     | Wensten van der Linde |
| 2  | Sudafrica (bandiera)            | D     | Mpho Mvelase          |
| 4  | Sudafrica (bandiera)            | D     | McBeth Mahlangu       |
| 5  | Sudafrica (bandiera)            | D     | Samukelo Kabini       |
| 7  | Sudafrica (bandiera)            | D     | Qobolwakhe Sibande    |
| 8  | Sudafrica (bandiera)            | C     | Mlungisi Mbunjana     |
| 9  | Bosnia ed Erzegovina (bandiera) | A     | Dženan Zajmović       |
| 11 | Sudafrica (bandiera)            | A     | Sphiwe Mahlangu       |
| 12 | Sudafrica (bandiera)            | D     | Thato Khiba           |
| 13 | Sudafrica (bandiera)            | C     | Mpho Mathekgane       |
| 14 | Sudafrica (bandiera)            | D     | Nkosikhona Radebe     |
| 15 | Sudafrica (bandiera)            | C     | Puso Dithejane        |
| 16 | Costa d'Avorio (bandiera)       | P     | Ira Tapé              |

| N. |                      | Ruolo | Calciatore          |
| -- | -------------------- | ----- | ------------------- |
| 17 | Sudafrica (bandiera) | A     | Victor Letsoalo     |
| 19 | Sudafrica (bandiera) | A     | Thokozani Sibanyoni |
| 21 | Sudafrica (bandiera) | A     | Kamogelo Sebelebele |
| 23 | Sudafrica (bandiera) | D     | Marks Munyai        |
| 25 | Sudafrica (bandiera) | D     | Khulumani Ndamane   |
| 27 | Sudafrica (bandiera) | A     | Thamsanqa Masiya    |
| 28 | Sudafrica (bandiera) | C     | Nhlanhla Mgaga      |
| 30 | Sudafrica (bandiera) | D     | Vuyo Mere           |
| 32 | Rep. Ceca (bandiera) | P     | Jiří Ciupa          |
| 33 | Sudafrica (bandiera) | D     | Sihle Doyiza        |
| 35 | Sudafrica (bandiera) | A     | Lindokuhle Mbatha   |
| 45 | Sudafrica (bandiera) | D     | Lebone Seema        |
|    | Sudafrica (bandiera) | C     | Sphesihle Maduna    |